# Lukovice
Lukovice (cyr. Луковице) – wieś w Bośni i Hercegowinie, w Republice Serbskiej, w gminie Gacko. W 2013 roku liczyła 125 mieszkańców.